# Ligne de tramway 500
La ligne 500 est une ancienne ligne de tramway vicinal de la Société nationale des chemins de fer vicinaux (SNCV) qui reliait Melreux à La Roche-en-Ardenne.

## Histoire
9 octobre 1886 : mise en service entre la gare de Melreux et le dépôt de La Roche-en-Ardenne; traction vapeur; capital 4.
1er octobre 1959 : suppression.

## Infrastructure

### Dépôts et stations
Nom : (gare) : quand le dépôt ou la station est accolé ou proche d'une gare.
Type : D : dépôt , S : station , Sf : si la station sert de gare douanière à la frontière , Sp : si la station est établie dans un bâtiment privé le plus souvent un café ou plus rarement une habitation privée.
| Illustration | Nom                 | Type | Commune             | Localisation                | État          | Remarques |
| ------------ | ------------------- | ---- | ------------------- | --------------------------- | ------------- | --------- |
|              | La Roche-en-Ardenne | DS   | La Roche-en-Ardenne | 50° 11′ 11″ N, 5° 34′ 30″ E | Hors service. |           |
|              | Melreux (gare)      | S    | Melreux             | 50° 17′ 02″ N, 5° 26′ 29″ E | Hors service. |           |